# Milena Vukovic
Milena Vukovic (Yugoslavia, 23 de febrero de 1986) es una futbolista serbia que juega como portera en el SV Neulengbach austríaco y la selección serbia. 

## Trayectoria
Su primer equipo fue el Susica. Posteriormente pasó por el Sabac, Masinac Nis, Napredak Krusevac y Pozarevac. En 2011 debutó con la modesta selección serbia, en un histórico empate contra Inglaterra. 
En 2012 se marchó a Kazajistán para jugar en el BIIK Kazygurt. En 2014 pasó al Neulengbach austríaco. Ha jugado la Liga de Campeones con ambos.